# Liste der Kardinaldiakone von Santa Lucia in Selci
Folgende Kardinäle waren Kardinaldiakone von Santa Lucia in Selci (auch Santa Lucia in Orphea [Orthea, Orfea] oder in Silice; lat.  Diaconia Sanctae Luciae in Orthaea (Silice)):
- Gregorio 1026
- Stefano 1099–ca. 1123
- Stefano 1125–1130; und 1132–1137/1143
- Ugo (1143–1150)
- Vakanz 1150–1193 (?)
- Cencio Savelli 1192–1201
- Raniero 1213–1217/1221[1]
- Vakanz 1221–1295 (?)
- Francesco Napoleone Orsini 1295–1312
- Gaillard de la Mothe 1316–1356
- Vakanz 1356–1473 (?)
- Philibert Hugonet 1473–1477 (pro illa vice Titelkirche)
- Georg Hesler 1477–1482 (pro illa vice Titelkirche)
- Hélie de Bourdeilles 1483–1484 (pro illa vice Titelkirche)
- Ippolito d’Este 1493–1520
- Vakanz 1520–1540
- Giacomo Savelli 1540–1543
- Ranuccio Farnese 1546
- Vakanz 1546–1551
- Alessandro Campeggio 1551–1554 (pro illa vice Titelkirche)
- Johann Gropper 1556–1559
- Innico d’Avalos d’Aragona 1561–1563
- Luigi d’Este 1563–1577
- Vakanz 1577–1587
- Titeldiakonie aufgehoben 1587